# المراهقان (فلم)
المراهقان: فيلم دراما وكوميديا مصري. من تأليف محمد أبو يوسف، وإخراج سيف الدين شوكت. تم عرضه في 20 ابريل 1964.

## بطولة
- سعاد حسني في دور ناهد
- عماد حمدي في دور بدر
- يحي شاهين في دور شمس
- ليلى طاهر في دور مديحة
- ماري منيب في دور بهيجة هانم
- عبدالمنعم إبراهيم في دور عمر
- يوسف فخر الدين في دور وجيه

## قصة الفيلم
شمس وبدر في الخمسين من عمرهما، يمر شمس بمرحلة مراهقة متأخرة ويحب مديحة سكرتيرة بدر. مديحة تفسخ خطوبتها من زميلها في المكتب عمر لأجل أن ترتبط بشمس زوج الأحلام الغني. ابنة شمس ناهد وبدر صديقه وعمته بهيجة هانم لم يكونا راضيان عن هذا الزواج، فدبروا تمثيلية عليه بأن ناهد تحب بدر وتريد الزواج منه.

## وصلات خارجية
- مقالات تستعمل روابط فنية بلا صلة مع ويكي بيانات